# Torre di Calamosca
La torre di Calamosca, detta anche torre dei segnali, è un edificio storico di Cagliari situato sul colle Sant'Elia, in zona San Bartolomeo. La mole della torre, con l'adiacente faro, domina la spiaggetta di Calamosca, da cui prende il nome. Attualmente il complesso è di proprietà della Marina militare.
L'impianto originario della torre, di forma cilindrica, risale al 1638, come riportato nella lapide murata all'esterno e recante lo stemma del re di Spagna. La sua costruzione rientrava nel progetto difensivo degli spagnoli in Sardegna, in seguito al quale si ebbe nell'Isola la costruzione di diverse torri costiere. La torre di Calamosca era detta torre de armas, per i potenti cannoni che ospitava, o anche torre dei segnali, per via delle segnalazioni che da essa si inviavano allo scopo di comunicare al Castello di Cagliari eventuali passaggi di navi. Ebbe un ruolo rilevante nel respingere l'attacco della flotta francese nel 1793. Alla metà del XIX secolo la torre originaria venne innalzata con l'aggiunta del corpo cilindrico superiore e venne eretto il vicino faro.